# ACF Fiorentina 2019-2020
Questa voce raccoglie le informazioni riguardanti l'ACF Fiorentina nelle competizioni ufficiali della stagione 2019-2020.

## Stagione

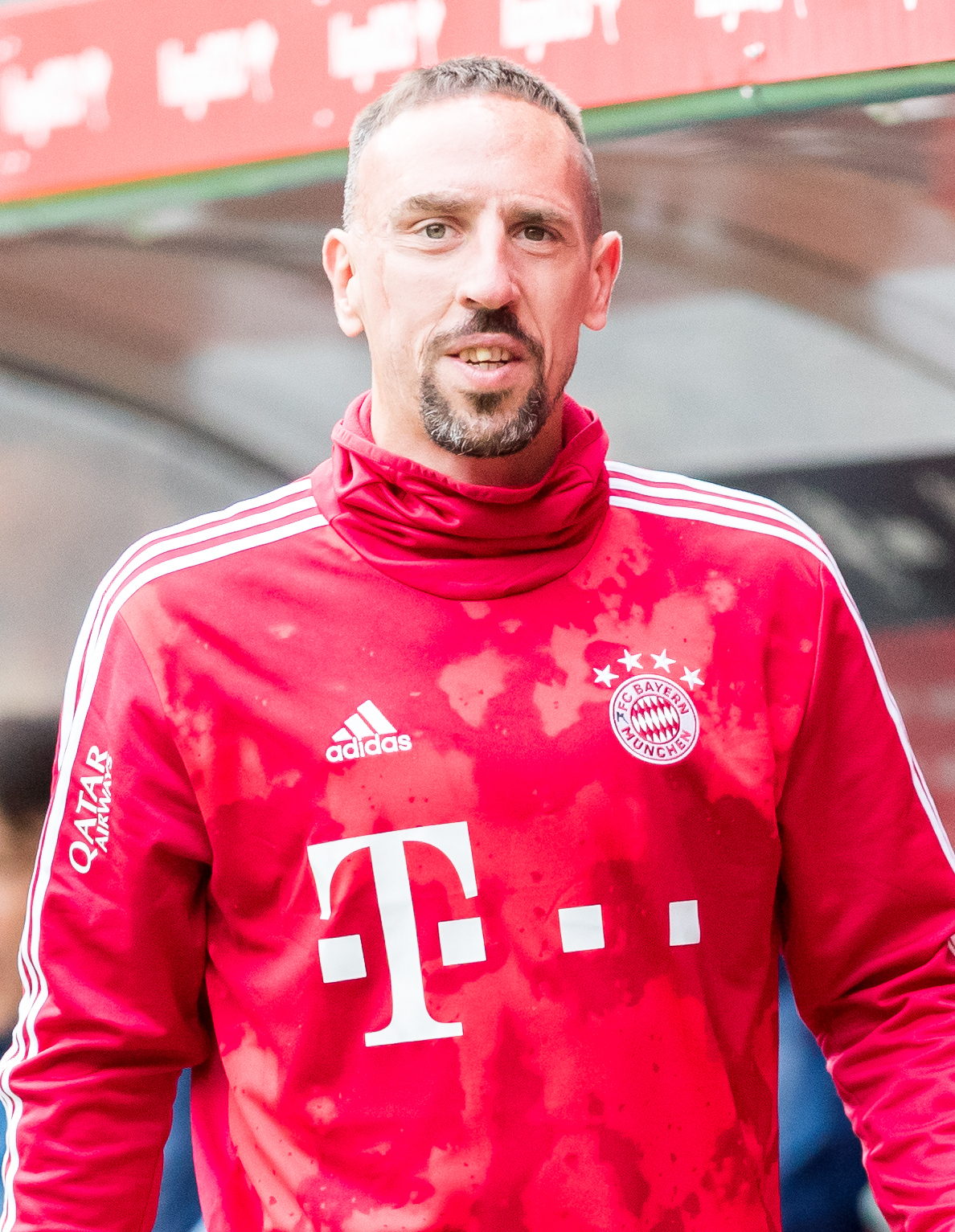
Franck Ribéry è l'acquisto più importante della prima stagione da presidente di Rocco Commisso

L'avvio di stagione è segnato dall'addio, dopo 17 anni, dei fratelli Diego e Andrea Della Valle alla presidenza della società, che viene acquistata dall'imprenditore italo-americano Rocco Commisso. La Fiorentina disputa il suo ottantatreesimo campionato di Serie A e partecipa (dal terzo turno eliminatorio) alla Coppa Italia. In panchina viene confermato Vincenzo Montella e il suo staff. Lascia, invece, la squadra viola il direttore generale Pantaleo Corvino sostituito da Daniele Pradè di ritorno a Firenze dopo quattro anni.
Il 21 dicembre 2019, dopo la sconfitta casalinga contro la Roma per 4-1 e una serie di risultati deludenti costellati da diciassette punti conquistati in altrettante partite, l'allenatore Vincenzo Montella e il suo staff vengono sollevati dai rispettivi incarichi. Due giorni più tardi viene nominato nuovo tecnico Giuseppe Iachini, ex giocatore viola tra il 1989 e il 1994, con il quale la squadra viola supera il periodo di crisi e riesce a guadagnare posizione in campionato; il salto di qualità si verifica anche in Coppa Italia in cui la compagine toscana viene eliminata dall'Inter ai quarti di finale dopo la sconfitta in trasferta per 2-1.
Dopo una stagione contrassegnata da alti e bassi e dalla sospensione del campionato tra marzo e maggio a causa della pandemia di COVID-19 chiude la stagione al decimo posto in classifica.

## Divise
Per il quinto anno di fila, lo sponsor tecnico è Le Coq Sportif. Come nella stagione precedente, la prima divisa è un forte richiamo alla tradizione della squadra, con una maglia semplice monocromatica viola con colletto a girocollo e una trama sul petto che ricorda la forma di un’armatura, nonché richiama la tradizione e la forza del calcio in costume. Sul fianco è presente una fettuccia con il tricolore viola, bianco e rosso, i colori della città di Firenze e della squadra. Vengono confermati anche i pantaloncini neri della passata stagione, tradizionali nella Fiorentina degli anni '70, sebbene nella collezione sia presente anche il pantaloncino viola.
Per la terza stagione consecutiva, l'azienda francese non presenta una seconda o terza maglia, bensì quattro divise da trasferta tutte dello stesso valore e alternative tra loro, ispirate ai colori dei quattro quartieri in cui si gioca il Calcio storico fiorentino: San Giovanni (maglia verde), Santa Maria Novella (maglia rossa), Santo Spirito (maglia bianca) e Santa Croce (maglia azzurra). Tuttavia, per l'annuale circolare della Lega Serie A indicante le varie combinazioni di colori delle divise, la società ha indicato la maglia bianca come seconda divisa e la rossa come terza.
| Prima divisa | Trasferta bianca | Trasferta rossa | Trasferta verde | Trasferta azzurra |  |

## Organigramma societario
Area direttiva
- Presidente: Rocco Commisso
- Amministratore Delegato: Mark E. Stephan
- Consigliere Delegato: Joe Barone
- Consigliere: Joseph B. Commisso
- Segreteria Sportiva: Fabio Bonelli
- Chief Financial Officer: Alessandra Sartor
- Direttore amministrazione, finanza e controllo: Gian Marco Pachetti
- Direttore Affari Legali e Generali: Elena Covelli

Area organizzativa
- Club Manager: Giancarlo Antognoni
- Supervisore Area Tecnica: Dario Dainelli
- Team Manager: Alberto Marangon
- Direttore area stadio e sicurezza: Edoardo Miano
- Resp. risorse umane: Grazia Forgione
- IT Manager: Andrea Ragusin

Area comunicazione
- Direttore comunicazione: Alessandro Ferrari
- Ufficio Stampa: Luca Di Francesco - Arturo Mastronardi
- Direttore responsabile www.ViolaChannel.tv: Luca Giammarini

Area tecnica
- Direttore sportivo: Daniele Pradè
- Allenatore: Giuseppe Iachini
- Viceallenatore: Giuseppe Carillo
- Preparatore atletico: Fabrizio Tafani
- Collaboratori tecnici: Vincenzo Mirra, Alberto Aquilani
- Match analyst: Antonio Tramontano, Paolo Riela
- Allenatore portieri: Alejandro Rosalen Lopez

Area sanitaria
- Direttore area medico-sanitaria: Luca Pengue
- Coordinatore e responsabile scientifico: Giovanni Serni
- Massofisioterapisti: Stefano Dainelli
- Fisioterapista: Luca Lonero, Simone Michelassi, Daniele Misseri, Filippo Nannelli, Francesco Tonarelli
- Nutrizionista: Christian Petri

## Rosa
| N. |                           | Ruolo | Calciatore                 |
| -- | ------------------------- | ----- | -------------------------- |
| 1  | Italia (bandiera)         | P     | Pietro Terracciano         |
| 3  | Brasile (bandiera)        | D     | Igor                       |
| 4  | Serbia (bandiera)         | D     | Nikola Milenković          |
| 5  | Croazia (bandiera)        | C     | Milan Badelj               |
| 6  | Italia (bandiera)         | D     | Luca Ranieri               |
| 7  | Francia (bandiera)        | C     | Franck Ribéry              |
| 8  | Italia (bandiera)         | C     | Gaetano Castrovilli        |
| 9  | Costa d'Avorio (bandiera) | A     | Christian Kouamé           |
| 9  | Brasile (bandiera)        | A     | Pedro                      |
| 10 | Ghana (bandiera)          | C     | Kevin-Prince Boateng       |
| 11 | Italia (bandiera)         | A     | Riccardo Sottil            |
| 14 | Burkina Faso (bandiera)   | C     | Bryan Dabo                 |
| 15 | Uruguay (bandiera)        | D     | Maximiliano Olivera        |
| 15 | Uruguay (bandiera)        | C     | Sebastián Cristóforo       |
| 16 | Francia (bandiera)        | C     | Valentin Eysseric          |
| 17 | Italia (bandiera)         | D     | Federico Ceccherini        |
| 18 | Algeria (bandiera)        | C     | Rachid Ghezzal             |
| 19 | Colombia (bandiera)       | C     | Kevin Agudelo              |
| 19 | Spagna (bandiera)         | C     | Tòfol Montiel              |
| 20 | Argentina (bandiera)      | D     | Germán Pezzella (capitano) |

| N. |                        | Ruolo | Calciatore           |
| -- | ---------------------- | ----- | -------------------- |
| 21 | Spagna (bandiera)      | D     | Pol Lirola           |
| 22 | Uruguay (bandiera)     | D     | Martín Cáceres       |
| 23 | Italia (bandiera)      | D     | Lorenzo Venuti       |
| 24 | Italia (bandiera)      | C     | Marco Benassi        |
| 25 | Italia (bandiera)      | A     | Federico Chiesa      |
| 26 | Inghilterra (bandiera) | A     | Bobby Duncan         |
| 27 | Polonia (bandiera)     | C     | Szymon Żurkowski     |
| 28 | Serbia (bandiera)      | A     | Dušan Vlahović       |
| 29 | Brasile (bandiera)     | D     | Dalbert              |
| 32 | Italia (bandiera)      | D     | Christian Dalle Mura |
| 32 | Danimarca (bandiera)   | D     | Jacob Rasmussen      |
| 33 | Italia (bandiera)      | P     | Federico Brancolini  |
| 34 | Italia (bandiera)      | D     | Federico Simonti     |
| 63 | Italia (bandiera)      | A     | Patrick Cutrone      |
| 69 | Polonia (bandiera)     | P     | Bartłomiej Drągowski |
| 78 | Cile (bandiera)        | C     | Erick Pulgar         |
| 79 | Italia (bandiera)      | P     | Michele Cerofolini   |
| 88 | Ghana (bandiera)       | C     | Alfred Duncan        |
| 93 | Serbia (bandiera)      | D     | Aleksa Terzić        |

## Calciomercato

### Sessione estiva(dall'1/7 al 2/9)
| Acquisti         | Acquisti             | Acquisti       | Acquisti      |
| R.               | Nome                 | da             | Modalità      |
| ---------------- | -------------------- | -------------- | ------------- |
| P                | Bartłomiej Drągowski | Empoli         | fine prestito |
| P                | Pietro Terracciano   | Empoli         | definitivo    |
| D                | Jacob Rasmussen      | Empoli         | fine prestito |
| D                | Aleksa Terzić        | Stella Rossa   | definitivo    |
| D                | Pol Lirola           | Sassuolo       | prestito      |
| D                | Dalbert Henrique     | Inter          | prestito      |
| D                | Martín Cáceres       | -              | svincolato    |
| C                | Kevin-Prince Boateng | Sassuolo       | definitivo    |
| C                | Milan Badelj         | Lazio          | prestito      |
| C                | Erick Pulgar         | Bologna        | definitivo    |
| C                | Franck Ribéry        | -              | svincolato    |
| C                | Sebastián Cristóforo | Getafe         | fine prestito |
| C                | Valentin Eysseric    | Nantes         | fine prestito |
| C                | Riccardo Saponara    | Sampdoria      | fine prestito |
| C                | Szymon Żurkowski     | Górnik Zabrze  | fine prestito |
| A                | Pedro                | Fluminense     | definitivo    |
| A                | Bobby Duncan         | Liverpool      | definitivo    |
| A                | Rachid Ghezzal       | Leicester City | prestito      |
| A                | Cyril Théréau        | Cagliari       | fine prestito |
| Altre operazioni |                      |                |               |
| P                | Michele Cerofolini   | Cosenza        | fine prestito |
| D                | Luca Mosti           | Arezzo         | fine prestito |
| D                | Lorenzo Venuti       | Lecce          | fine prestito |
| D                | Amidu Salifu         | Arezzo         | fine prestito |
| D                | Petko Hristov        | Ternana        | fine prestito |
| C                | Andrés Schetino      | Cosenza        | fine prestito |
| A                | Jaime Báez           | Cosenza        | fine prestito |

| Cessioni         | Cessioni               | Cessioni           | Cessioni                 |
| R.               | Nome                   | a                  | Modalità                 |
| ---------------- | ---------------------- | ------------------ | ------------------------ |
| P                | Alban Lafont           | Nantes             | prestito                 |
| D                | Cristiano Biraghi      | Inter              | prestito                 |
| D                | Vitor Hugo             | Palmeiras          | definitivo               |
| D                | Vincent Laurini        | Parma              | definitivo               |
| D                | Dávid Hancko           | Sparta Praga       | prestito                 |
| C                | Gerson                 | Roma               | fine prestito            |
| C                | Edimilson Fernandes    | West Ham Utd       | fine prestito            |
| C                | Riccardo Saponara      | Genoa              | prestito                 |
| C                | Jordan Veretout        | Roma               | prestito                 |
| A                | Kevin Mirallas         | Everton            | fine prestito            |
| A                | Marko Pjaca            | Juventus           | fine prestito            |
| A                | Luis Muriel            | Siviglia           | fine prestito            |
| A                | Giovanni Simeone       | Cagliari           | prestito                 |
| Altre operazioni |                        |                    |                          |
| R.               | Nome                   | a                  | Modalità                 |
| P                | Gabriele Gori          | Arezzo             | prestito                 |
| D                | Amidu Salifu           | Al-Salmiya         | prestito                 |
| D                | Petko Hristov          | Bisceglie          | prestito                 |
| D                | Julian Illanes Minucci | Avellino           | prestito                 |
| D                | Luzayadio Bangu        | Gubbio             | prestito                 |
| D                | Gabriele Ferrarini     | Pistoiese          | prestito                 |
| D                | Pierluigi Pinto        | Salernitana        | prestito                 |
| D                | Riccardo Baroni        | Siena              | prestito                 |
| D                | Kevin Diks             | Aarhus             | prestito                 |
| C                | Christian Nørgaard     | Brentford          | definitivo               |
| C                | Marco Meli             | Gubbio             | prestito                 |
| C                | Erald Lakti            | Gubbio             | prestito                 |
| C                | Marco Marozzi          | Virtus Francavilla | prestito                 |
| C                | Alessandro Sersanti    | Grosseto           | prestito                 |
| C                | Andrés Schetino        | -                  | rescissione contrattuale |
| A                | Rafik Zekhnini         | Twente             | prestito                 |
| A                | Martin Graiciar        | Sparta Praga       | prestito                 |
| A                | Salvatore Longo        | Bisceglie          | prestito                 |
| A                | Jaime Báez             | Cosenza            | definitivo               |
| A                | Josip Maganjic         | Istria 1961        | prestito                 |

### Sessione invernale(dal 2/1 al 31/1)
| Acquisti         | Acquisti            | Acquisti      | Acquisti      |
| R.               | Nome                | da            | Modalità      |
| ---------------- | ------------------- | ------------- | ------------- |
| A                | Patrick Cutrone     | Wolverhampton | prestito      |
| D                | Maximiliano Olivera | Olimpia       | fine prestito |
| D                | Igor                | SPAL          | prestito      |
| C                | Alfred Duncan       | Sassuolo      | prestito      |
| C                | Sofyan Amrabat      | Club Bruges   | definitivo    |
| C                | Kevin Agudelo       | Genoa         | prestito      |
| C                | Riccardo Saponara   | Genoa         | fine prestito |
| A                | Christian Kouamé    | Genoa         | prestito      |
| Altre operazioni |                     |               |               |
| R.               | Nome                | da            | Modalità      |
| D                | Pierluigi Pinto     | Salernitana   | fine prestito |

| Cessioni         | Cessioni               | Cessioni        | Cessioni   |
| R.               | Nome                   | a               | Modalità   |
| ---------------- | ---------------------- | --------------- | ---------- |
| D                | Jacob Rasmussen        | Erzgebirge Aue  | prestito   |
| D                | Luca Ranieri           | Ascoli          | prestito   |
| C                | Sebastián Cristóforo   | Eibar           | prestito   |
| C                | Bryan Dabo             | SPAL            | prestito   |
| C                | Riccardo Saponara      | Lecce           | prestito   |
| C                | Szymon Żurkowski       | Empoli          | prestito   |
| C                | Sofyan Amrabat         | Verona          | prestito   |
| C                | Valentin Eysseric      | Verona          | prestito   |
| C                | Kevin-Prince Boateng   | Beşiktaş        | prestito   |
| A                | Pedro                  | Flamengo        | prestito   |
| Altre operazioni |                        |                 |            |
| R.               | Nome                   | a               | Modalità   |
| P                | Michele Cerefolini     | Casertana       | prestito   |
| D                | Gilberto Moraes Júnior | Fluminense      | definitivo |
| D                | Pierluigi Pinto        | Bari            | prestito   |
| C                | Tòfol Montiel          | Vitória Setúbal | prestito   |

### Trasferimenti dopo la sessione invernale
A causa della straordinarietà originata dalla emergenza COVID-19, la quale ha spostato le ultime giornate di campionato ad una data successiva al naturale termine della stagione sportiva, la FIGC è intervenuta per dettare le linee guida sui legami in scadenza il 30 giugno 2020, stabilendo che l’estensione al 31 agosto 2020 della durata del tesseramento a titolo temporaneo della stagione 2019-2020 deve essere pattuita fra le parti mediante sottoscrizione di apposito modulo federale con una trattativa privata.
| Acquisti | Acquisti | Acquisti | Acquisti |
| R.       | Nome     | da       | Modalità |
| -------- | -------- | -------- | -------- |

| Cessioni | Cessioni            | Cessioni | Cessioni               |
| R.       | Nome                | a        | Modalità               |
| -------- | ------------------- | -------- | ---------------------- |
| D        | Maximiliano Olivera | Juárez   | prolungamento prestito |

## Risultati

### Serie A

#### Girone di andata
| Arbitro: | Massa (Imperia) |

|                                             |           |                                                  |
| Pulgar 9’ (rig.) Milenković 52’ Boateng 65’ | Marcatori | 38’ Mertens 43’ (rig.), 67’ Insigne 56’ Callejón |

| Arbitro: | Giacomelli (Trieste) |

|                       |           |                   |
| Zapata 11’ Kouamé 65’ | Marcatori | 76’ (rig.) Pulgar |

| Firenze 14 settembre 2019, ore 15:00 CEST 3ª giornata | Fiorentina       | 0 – 0 referto | Juventus | Stadio Artemio Franchi (40 312 spett.)\| Arbitro: \| Irrati (Pistoia) \| |
| Arbitro:                                              | Irrati (Pistoia) |               |          |                                                                          |

| Arbitro: | Orsato (Schio) |

|                           |           |                                |
| Iličić 84’ Castagne 90+5’ | Marcatori | 24’ (aut.) Palomino 66’ Ribéry |

| Arbitro: | Doveri (Roma) |

|                             |           |               |
| Ge. Pezzella 31’ Chiesa 57’ | Marcatori | 79’ Bonazzoli |

| Arbitro: | Giacomelli (Trieste) |

|          |           |                                              |
| Leão 80’ | Marcatori | 14’ (rig.) Pulgar 66’ Castrovilli 78’ Ribéry |

| Arbitro: | Prontera (Bologna) |

|                |           |  |
| Milenković 72’ | Marcatori |  |

| Brescia 21 ottobre 2019, ore 21:00 CEST 8ª giornata | Brescia            | 0 – 0 referto | Fiorentina | Stadio Mario Rigamonti (17 000 spett.)\| Arbitro: \| Calvarese (Teramo) \| |
| Arbitro:                                            | Calvarese (Teramo) |               |            |                                                                            |

| Arbitro: | Guida (Torre Annunziata) |

|            |           |                         |
| Chiesa 28’ | Marcatori | 22’ Correa 89’ Immobile |

| Arbitro: | Mariani (Aprilia) |

|          |           |                                |
| Boga 24’ | Marcatori | 63’ Castrovilli 81’ Milenković |

| Arbitro: | Pairetto (Nichelino) |

|                 |           |              |
| Castrovilli 67’ | Marcatori | 40’ Gervinho |

| Arbitro: | La Penna (Roma) |

|                                                                |           |                   |
| Rog 17’ Pisacane 26’ Simeone 34’ João Pedro 54’ Nainggolan 65’ | Marcatori | 75’, 87’ Vlahović |

| Arbitro: | Giua (Olbia) |

|                |           |  |
| Di Carmine 66’ | Marcatori |  |

| Arbitro: | Piccinini (Forlì) |

|  |           |               |
|  | Marcatori | 49’ La Mantia |

| Arbitro: | Giacomelli (Trieste) |

|                      |           |               |
| Zaza 22’ Ansaldi 72’ | Marcatori | 90+1’ Cáceres |

| Arbitro: | Mariani (Aprilia) |

|                |           |                 |
| Vlahović 90+2’ | Marcatori | 8’ Borja Valero |

| Arbitro: | Orsato (Schio) |

|            |           |                                                     |
| Badelj 34’ | Marcatori | 19’ Džeko 21’ Kolarov 73’ L. Pellegrini 88’ Zaniolo |

| Arbitro: | Valeri (Roma) |

|                |           |             |
| Orsolini 90+4’ | Marcatori | 27’ Benassi |

| Arbitro: | La Penna (Roma) |

|                  |           |  |
| Ge. Pezzella 82’ | Marcatori |  |

#### Girone di ritorno
| Arbitro: | Pasqua (Tivoli) |

|  |           |                         |
|  | Marcatori | 26’ Chiesa 74’ Vlahović |

| Firenze 25 gennaio 2020, ore 18:00 CET 21ª giornata | Fiorentina     | 0 – 0 referto | Genoa | Stadio Artemio Franchi (32 903 spett.)\| Arbitro: \| Orsato (Schio) \| |
| Arbitro:                                            | Orsato (Schio) |               |       |                                                                        |

| Arbitro: | Pasqua (Tivoli) |

|                                              |           |  |
| Ronaldo 40’ (rig.), 80’ (rig.) de Ligt 90+1’ | Marcatori |  |

| Arbitro: | Mariani (Aprilia) |

|            |           |                             |
| Chiesa 32’ | Marcatori | 49’ Zapata 72’ Malinovs'kyj |

| Arbitro: | Irrati (Pistoia) |

|                |           |                                                                   |
| Gabbiadini 90’ | Marcatori | 8’ (aut.) Thorsby 18’ (rig.), 57’ Vlahović 40’ (rig.), 78’ Chiesa |

| Arbitro: | Calvarese (Teramo) |

|                   |           |           |
| Pulgar 85’ (rig.) | Marcatori | 56’ Rebić |

| Udine 8 marzo 2020, ore 18:00 CET 26ª giornata | Udinese          | 0 – 0 referto | Fiorentina | Dacia Arena (0 spett.)\| Arbitro: \| Fabbri (Ravenna) \| |
| Arbitro:                                       | Fabbri (Ravenna) |               |            |                                                          |

| Arbitro: | La Penna (Roma) |

|                  |           |                       |
| Ge. Pezzella 29’ | Marcatori | 17’ (rig.) Donnarumma |

| Arbitro: | Fabbri (Ravenna) |

|                                    |           |            |
| Immobile 67’ (rig.) L. Alberto 83’ | Marcatori | 25’ Ribery |

| Arbitro: | Chiffi (Padova) |

|             |           |                                   |
| Cutrone 89’ | Marcatori | 24’ (rig.), 35’ Defrel 61’ Müldür |

| Arbitro: | Abisso (Parma) |

|                  |           |                               |
| Kucka 49’ (rig.) | Marcatori | 19’ (rig.), 31’ (rig.) Pulgar |

| Firenze 8 luglio 2020, ore 19:30 CEST 31ª giornata | Fiorentina             | 0 – 0 referto | Cagliari | Stadio Artemio Franchi (0 spett.)\| Arbitro: \| Manganiello (Pinerolo) \| |
| Arbitro:                                           | Manganiello (Pinerolo) |               |          |                                                                           |

| Arbitro: | Chiffi (Padova) |

|               |           |             |
| Cutrone 90+6’ | Marcatori | 18’ Faraoni |

| Arbitro: | Guida (Torre Annunziata) |

|            |           |                                   |
| Šachov 88’ | Marcatori | 6’ Chiesa 38’ Ghezzal 40’ Cutrone |

| Arbitro: | Mariani (Aprilia) |

|                              |           |  |
| Lyanco 2’ (aut.) Cutrone 75’ | Marcatori |  |

| Milano 22 luglio 2020, ore 21:45 CEST 35ª giornata | Inter                | 0 – 0 referto | Fiorentina | Stadio Giuseppe Meazza (0 spett.)\| Arbitro: \| Giacomelli (Trieste) \| |
| Arbitro:                                           | Giacomelli (Trieste) |               |            |                                                                         |

| Arbitro: | Chiffi (Padova) |

|                                 |           |                |
| Veretout 45’ (rig.), 87’ (rig.) | Marcatori | 54’ Milenković |

| Arbitro: | Di Bello (Brindisi) |

|                                     |           |  |
| Chiesa 48’, 54’, 89’ Milenković 74’ | Marcatori |  |

| Arbitro: | Prontera (Bologna) |

|                  |           |                                           |
| D'Alessandro 39’ | Marcatori | 30’ Duncan 89’ Kouamé 90+4’ (rig.) Pulgar |

### Coppa Italia

#### Turni eliminatori
| Arbitro: | Pasqua (Tivoli) |

|                              |           |                  |
| Vlahović 80’, 86’ Chiesa 89’ | Marcatori | 34’ A. Brighenti |

| Arbitro: | Pezzuto (Lecce) |

|                  |           |  |
| Benassi 21’, 53’ | Marcatori |  |

#### Fase finale
| Arbitro: | Manganiello (Pinerolo) |

|                        |           |            |
| Cutrone 11’ Lirola 84’ | Marcatori | 67’ Iličić |

| Arbitro: | Doveri (Roma) |

|                          |           |             |
| Candreva 44’ Barella 67’ | Marcatori | 60’ Cáceres |

## Statistiche

### Statistiche di squadra
| Competizione | Punti | In casa | In casa | In casa | In casa | In casa | In casa | In trasferta | In trasferta | In trasferta | In trasferta | In trasferta | In trasferta | Totale | Totale | Totale | Totale | Totale | Totale | DR |
| Competizione | Punti | G       | V       | N       | P       | Gf      | Gs      | G            | V            | N            | P            | Gf           | Gs           | G      | V      | N      | P      | Gf     | Gs     | DR |
| ------------ | ----- | ------- | ------- | ------- | ------- | ------- | ------- | ------------ | ------------ | ------------ | ------------ | ------------ | ------------ | ------ | ------ | ------ | ------ | ------ | ------ | -- |
| Serie A      | 49    | 19      | 5       | 8       | 6       | 22      | 22      | 19           | 7            | 5            | 7            | 29           | 26           | 38     | 12     | 13     | 13     | 51     | 48     | +3 |
| Coppa Italia | -     | 3       | 3       | 0       | 0       | 7       | 2       | 1            | 0            | 0            | 1            | 1            | 2            | 4      | 3      | 0      | 1      | 8      | 4      | +4 |
| Totale       | 49    | 22      | 8       | 8       | 6       | 29      | 24      | 20           | 7            | 5            | 8            | 30           | 28           | 42     | 15     | 13     | 14     | 59     | 52     | +7 |

### Andamento in campionato
| Giornata  | 1  | 2  | 3  | 4  | 5  | 6  | 7 | 8 | 9 | 10 | 11 | 12 | 13 | 14 | 15 | 16 | 17 | 18 | 19 | 20 | 21 | 22 | 23 | 24 | 25 | 26 | 27 | 28 | 29 | 30 | 31 | 32 | 33 | 34 | 35 | 36 | 37 | 38 |
| --------- | -- | -- | -- | -- | -- | -- | - | - | - | -- | -- | -- | -- | -- | -- | -- | -- | -- | -- | -- | -- | -- | -- | -- | -- | -- | -- | -- | -- | -- | -- | -- | -- | -- | -- | -- | -- | -- |
| Luogo     | C  | T  | C  | T  | C  | T  | C | T | C | T  | C  | T  | T  | C  | T  | C  | C  | T  | C  | T  | C  | T  | C  | T  | C  | T  | C  | T  | C  | T  | C  | C  | T  | C  | T  | T  | C  | T  |
| Risultato | P  | P  | N  | N  | V  | V  | V | N | P | V  | N  | P  | P  | P  | P  | N  | P  | N  | V  | V  | N  | P  | P  | V  | N  | N  | N  | P  | P  | V  | N  | N  | V  | V  | N  | P  | V  | V  |
| Posizione | 13 | 16 | 19 | 20 | 15 | 10 | 8 | 9 | 9 | 8  | 8  | 9  | 10 | 13 | 13 | 14 | 15 | 15 | 14 | 13 | 13 | 14 | 14 | 13 | 13 | 13 | 13 | 13 | 13 | 13 | 13 | 13 | 13 | 12 | 10 | 12 | 10 | 10 |

Fonte:  Serie A – Classifica, su legaseriea.it, Lega Serie A. URL consultato il 21 dicembre 2019.
Legenda:

Luogo: C = Casa; T = Trasferta. Risultato: V = Vittoria; N = Pareggio; P = Sconfitta.

### Statistiche dei giocatori
| Giocatore      | Serie A  | Serie A | Serie A     | Serie A    | Coppa Italia | Coppa Italia | Coppa Italia | Coppa Italia | Totale   | Totale | Totale      | Totale     |
| Giocatore      | Presenze | Reti    | Ammonizioni | Espulsioni | Presenze     | Reti         | Ammonizioni  | Espulsioni   | Presenze | Reti   | Ammonizioni | Espulsioni |
| -------------- | -------- | ------- | ----------- | ---------- | ------------ | ------------ | ------------ | ------------ | -------- | ------ | ----------- | ---------- |
| K. Agudelo     | 3        | 0       | 0           | 0          | 0            | 0            | 0            | 0            | 3        | 0      | 0           | 0          |
| M. Badelj      | 22       | 1       | 2           | 1          | 2            | 0            | 0            | 0            | 24       | 1      | 2           | 1          |
| M. Benassi     | 18       | 1       | 1           | 0          | 4            | 2            | 0            | 0            | 22       | 3      | 1           | 0          |
| F. Brancolini  | 1        | -0      | 0           | 0          | 0            | -0           | 0            | 0            | 1        | -0     | 0           | 0          |
| K.P. Boateng   | 14       | 1       | 2           | 0          | 1            | 0            | 0            | 0            | 15       | 1      | 2           | 0          |
| M. Cáceres     | 27       | 1       | 9           | 1          | 3            | 1            | 1            | 0            | 30       | 2      | 10          | 1          |
| G. Castrovilli | 33       | 3       | 10          | 0          | 2            | 0            | 1            | 0            | 35       | 3      | 11          | 0          |
| F. Ceccherini  | 15       | 0       | 3           | 0          | 2            | 0            | 0            | 0            | 17       | 0      | 3           | 0          |
| M. Cerofolini  | 0        | -0      | 0           | 0          | 0            | -0           | 0            | 0            | 0        | -0     | 0           | 0          |
| F. Chiesa      | 34       | 10      | 7           | 0          | 3            | 1            | 0            | 0            | 37       | 11     | 7           | 0          |
| S. Cristóforo  | 1        | 0       | 0           | 0          | 0            | 0            | 0            | 0            | 1        | 0      | 0           | 0          |
| P. Cutrone     | 19       | 4       | 1           | 0          | 2            | 1            | 0            | 0            | 21       | 5      | 1           | 0          |
| B. Dabo        | 0        | 0       | 0           | 0          | 0            | 0            | 0            | 0            | 0        | 0      | 0           | 0          |
| Dalbert        | 31       | 0       | 8           | 1          | 3            | 0            | 2            | 0            | 34       | 0      | 10          | 1          |
| C. Dalle Mura  | 1        | 0       | 0           | 0          | 0            | 0            | 0            | 0            | 1        | 0      | 0           | 0          |
| B. Drągowski   | 31       | -43     | 1           | 0          | 1            | -1           | 0            | 0            | 32       | -44    | 1           | 0          |
| A. Duncan      | 13       | 1       | 2           | 0          | 0            | 0            | 0            | 0            | 13       | 1      | 2           | 0          |
| B. Duncan      | 0        | 0       | 0           | 0          | 0            | 0            | 0            | 0            | 0        | 0      | 0           | 0          |
| R. Ghezzal     | 19       | 1       | 5           | 0          | 2            | 0            | 0            | 0            | 21       | 1      | 5           | 0          |
| Igor           | 9        | 0       | 2           | 0          | 0            | 0            | 0            | 0            | 9        | 0      | 2           | 0          |
| V. Eysseric    | 3        | 0       | 0           | 0          | 0            | 0            | 0            | 0            | 3        | 0      | 0           | 0          |
| C. Kouamé      | 7        | 1       | 0           | 0          | 0            | 0            | 0            | 0            | 7        | 1      | 0           | 0          |
| P. Lirola      | 35       | 0       | 4           | 0          | 4            | 1            | 0            | 0            | 39       | 1      | 4           | 0          |
| N. Milenković  | 37       | 5       | 9           | 0          | 4            | 0            | 0            | 0            | 41       | 5      | 9           | 0          |
| T. Montiel     | 0        | 0       | 0           | 0          | 1            | 0            | 0            | 0            | 1        | 0      | 0           | 0          |
| M. Olivera     | 1        | 0       | 0           | 0          | 0            | 0            | 0            | 0            | 1        | 0      | 0           | 0          |
| Pedro          | 4        | 0       | 0           | 0          | 0            | 0            | 0            | 0            | 4        | 0      | 0           | 0          |
| G. Pezzella    | 33       | 3       | 12          | 0          | 1            | 0            | 1            | 1            | 34       | 3      | 13          | 1          |
| E. Pulgar      | 37       | 7       | 9           | 0          | 4            | 0            | 1            | 0            | 41       | 7      | 10          | 0          |
| L. Ranieri     | 3        | 0       | 1           | 1          | 2            | 0            | 1            | 0            | 5        | 0      | 2           | 1          |
| J. Rasmussen   | 0        | 0       | 0           | 0          | 0            | 0            | 0            | 0            | 0        | 0      | 0           | 0          |
| F. Ribéry      | 21       | 3       | 3           | 1          | 0            | 0            | 0            | 0            | 21       | 3      | 3           | 1          |
| R. Sottil      | 18       | 0       | 3           | 0          | 3            | 0            | 1            | 0            | 21       | 0      | 4           | 0          |
| P. Terracciano | 7        | -5      | 0           | 0          | 3            | -3           | 0            | 0            | 10       | -8     | 0           | 0          |
| A. Terzić      | 2        | 0       | 0           | 0          | 2            | 0            | 1            | 0            | 4        | 0      | 1           | 0          |
| C. Théréau     | 0        | 0       | 0           | 0          | 0            | 0            | 0            | 0            | 0        | 0      | 0           | 0          |
| L. Venuti      | 16       | 0       | 4           | 0          | 2            | 0            | 0            | 1            | 18       | 0      | 4           | 1          |
| D. Vlahović    | 30       | 6       | 4           | 1          | 4            | 2            | 1            | 0            | 34       | 8      | 5           | 1          |
| S. Żurkowski   | 2        | 0       | 0           | 0          | 0            | 0            | 0            | 0            | 2        | 0      | 0           | 0          |

## Giovanili

### Organigramma societario
Area direttiva
- Direttore settore giovanile:
- Amministratore unico e Responsabile sviluppo ed efficientamento settore giovanile: Vincenzo Vergine
- Segreteria sportiva: Luigi Curradi
- Team Manager primavera: Rocco De Vincenti
- Area logistico organizzativa: Vincenzo Vergine (ad interim)
- Responsabile sicurezza prevenzione e protezione: Ettore Lambertucci
- Area gestionale e amministrativa: Elena Tortelli
- Area servizi generali: Maria Malearov, Cristina Mugnai
- Trasporti, vitto e alloggi: Roberto Trapassi
- Magazzino: Riccardo Degl'Innocenti, Sonia Meucci
- Autisti: Giorgio Russo, Kamal Wesumperuma

Area tecnica e sanitaria
- Area reclutamento: Maurizio Niccolini, Stefano Cappelletti
- Area fisica: Vincenzo Vergine
- Area medico-sanitaria: Giovanni Serni
- Area tutoraggio e formazione: Roberto Trapassi, Camilla Linari, Laura Paoletti, Francesca Soldi
- Allenatore Primavera: Emiliano Bigica
- Allenatore Under 18: Alberto Aquilani
- Allenatore Under 17: Matteo Fazzini
- Allenatore Under 16: Marco Donadel
- Allenatore Under 15: Mirko Mazzantini

### Piazzamenti
- Primavera:
  - Campionato: 11º posto
  - Coppa Italia: Vincitrice 
  - Torneo di Viareggio: Non disputato
  - Supercoppa Primavera:  Finalista

#### Under-17
- Campionato: 6º posto (girone A)

#### Under-16
- Campionato: 2º posto (girone A)

#### Under-15
- Campionato: 6º posto (girone A)